# کوز پارو
کوز پارو (به انگلیسی: Kuz Paro) یک منطقهٔ مسکونی در پاکستان است که در خیبر پختونخوا واقع شده‌است.